# روي س. ستريكلاند
روي س. ستريكلاند (بالإنجليزية: Roy C. Strickland)‏ هو شخصية أعمال أمريكي، ولد في 20 سبتمبر 1942 في فيكسبيرغ في الولايات المتحدة، وتوفي في 22 سبتمبر 2010 في ذا وودلاندز في الولايات المتحدة.